# Сайпрес (муніципальний район)
Графство Сайпрес (англ. Cypress County) — муніципальний район в Канаді, у провінції Альберта.

## Населення
За даними перепису 2016 року, муніципальний район нараховував 7662 жителів, показавши зростання на 6,2%, порівняно з 2011-м роком. Середня густина населення становила 0,6 осіб/км².
З офіційних мов обидвома одночасно володіли 210 жителів, тільки англійською — 7 405, тільки французькою — 5, а 25 — жодною з них. Усього 805 осіб вважали рідною мовою не одну з офіційних, з них 5 — українську.
Працездатне населення становило 73,8% усього населення, рівень безробіття — 7,2% (9% серед чоловіків та 5,1% серед жінок). 69,5% були найманими працівниками, 30% — самозайнятими.
Середній дохід на особу становив $66 213 (медіана $41 920), при цьому для чоловіків — $83 898, а для жінок $47 264 (медіани — $55 488 та $30 816 відповідно).
31,2% мешканців мали закінчену шкільну освіту, не мали закінченої шкільної освіти — 17,7%, 51,2% мали післяшкільну освіту, з яких 24,7% мали диплом бакалавра, або вищий, 10 осіб мали вчений ступінь.
| Статево-вікова структура населення | Статево-вікова структура населення | Статево-вікова структура населення | Статево-вікова структура населення | Статево-вікова структура населення |
| ---------------------------------- | ---------------------------------- | ---------------------------------- | ---------------------------------- | ---------------------------------- |
|                                    |                                    |                                    |                                    |                                    |
| Всього                             | Всього                             | 51,7%48,3%                         |                                    |                                    |
| 0 — 14 років                       | 0 — 14 років                       |                                    | 21,5%                              | 21,5%                              |
| 15 — 64 років                      | 15 — 64 років                      |                                    | 67,8%                              | 67,8%                              |
| 65 і більше                        | 65 і більше                        |                                    | 10,7%                              | 10,7%                              |
| 85 і більше                        | 85 і більше                        |                                    | 0,4%                               | 0,4%                               |
| Середній вік (років)               | Середній вік (років)               | 38,137,7                           | 37,9                               | 37,9                               |
| Медіана (років)                    | Медіана (років)                    | 39,739,2                           | 39,5                               | 39,5                               |
| — чоловіки — жінки                 |                                    |                                    |                                    |                                    |

| Походження мешканців:     | Походження мешканців:     | Походження мешканців: | Походження мешканців: | Походження мешканців: |
| ------------------------- | ------------------------- | --------------------- | --------------------- | --------------------- |
| Походження                |                           |                       | осіб                  | %                     |
| Корінні американці        | Корінні американці        |                       | 360                   | 4.88%                 |
| Інше північноамериканське | Інше північноамериканське |                       | 1 915                 | 25.97%                |
| Європейське               | Європейське               |                       | 6 295                 | 85.36%                |
| британське                | британське                |                       | 3 515                 | 47.66%                |
| французьке                | французьке                |                       | 685                   | 9.29%                 |
| українське                | українське                |                       | 440                   | 5.97%                 |
| Карибське                 | Карибське                 |                       | 10                    | 0.14%                 |
| Латинськоамериканське     | Латинськоамериканське     |                       | 125                   | 1.69%                 |
| Африканське               | Африканське               |                       | 65                    | 0.88%                 |
| Азійське                  | Азійське                  |                       | 120                   | 1.63%                 |
| Океанійське               | Океанійське               |                       | 15                    | 0.2%                  |

| Зайнятість населення за галузями (за класифікацією NOC): | Зайнятість населення за галузями (за класифікацією NOC): | Зайнятість населення за галузями (за класифікацією NOC): | Зайнятість населення за галузями (за класифікацією NOC): | Зайнятість населення за галузями (за класифікацією NOC): |
| -------------------------------------------------------- | -------------------------------------------------------- | -------------------------------------------------------- | -------------------------------------------------------- | -------------------------------------------------------- |
|                                                          |                                                          |                                                          |                                                          |                                                          |
| Управління                                               | Управління                                               |                                                          | 19,6%                                                    | 19,6%                                                    |
| Бізнес, фінанси та адміністрування                       | Бізнес, фінанси та адміністрування                       |                                                          | 12,7%                                                    | 12,7%                                                    |
| Природничі та прикладні науки                            | Природничі та прикладні науки                            |                                                          | 3,6%                                                     | 3,6%                                                     |
| Охорона здоров'я                                         | Охорона здоров'я                                         |                                                          | 7,5%                                                     | 7,5%                                                     |
| Освіта, правозахист, муніципальні та урядові служби      | Освіта, правозахист, муніципальні та урядові служби      |                                                          | 7,8%                                                     | 7,8%                                                     |
| Мистецтво, культура, відпочинок та спорт                 | Мистецтво, культура, відпочинок та спорт                 |                                                          | 1,5%                                                     | 1,5%                                                     |
| Роздрібна торгівля та послуги                            | Роздрібна торгівля та послуги                            |                                                          | 14,5%                                                    | 14,5%                                                    |
| Гуртова торгівля, транспорт та обладнання                | Гуртова торгівля, транспорт та обладнання                |                                                          | 16,5%                                                    | 16,5%                                                    |
| Природні ресурси, сільське господарство                  | Природні ресурси, сільське господарство                  |                                                          | 12,3%                                                    | 12,3%                                                    |
| Виробництво                                              | Виробництво                                              |                                                          | 4,2%                                                     | 4,2%                                                     |

## Населені пункти
До складу муніципального району входять місто Медисин-Гет, містечко Редкліфф, а також хутори, інші малі населені пункти та розосереджені поселення.

## Клімат
Середня річна температура становить 5,4°C, середня максимальна – 25,1°C, а середня мінімальна – -17,9°C. Середня річна кількість опадів – 332 мм.
| Клімат поселення                              | Клімат поселення | Клімат поселення | Клімат поселення | Клімат поселення | Клімат поселення | Клімат поселення | Клімат поселення | Клімат поселення | Клімат поселення | Клімат поселення | Клімат поселення | Клімат поселення | Клімат поселення |
| Показник                                      | Січ.             | Лют.             | Бер.             | Квіт.            | Трав.            | Черв.            | Лип.             | Серп.            | Вер.             | Жовт.            | Лист.            | Груд.            |                  |
| Середній максимум, °C                         | −3,19            | 0,60             | 6,55             | 13,50            | 19,48            | 24,06            | 25,12            | 24,76            | 18,77            | 12,63            | 3,47             | −2,42            |                  |
| Середня температура, °C                       | −10,53           | −6,72            | −0,78            | 6,16             | 12,13            | 16,72            | 19,42            | 19,04            | 13,08            | 6,92             | −2,24            | −8,12            |                  |
| Середній мінімум, °C                          | −17,85           | −14,06           | −8,12            | −1,16            | 4,81             | 9,39             | 13,71            | 13,36            | 7,36             | 1,24             | −7,93            | −13,81           |                  |
| Норма опадів, мм                              | 15               | 11               | 17               | 24               | 43               | 62               | 41               | 34               | 37               | 19               | 14               | 15               |                  |
| Середньомісячна швидкість вітру, м/с          | 4.56             | 4.40             | 4.70             | 4.80             | 4.62             | 4.30             | 3.90             | 3.90             | 4.10             | 4.60             | 4.64             | 4.58             |                  |
| Середньомісячна сонячна радіація, кДж/м²·день | 4529             | 8070             | 13163            | 17545            | 21089            | 22509            | 23774            | 20285            | 14280            | 8986             | 4974             | 3599             |                  |
| --------------------------------------------- | ---------------- | ---------------- | ---------------- | ---------------- | ---------------- | ---------------- | ---------------- | ---------------- | ---------------- | ---------------- | ---------------- | ---------------- | ---------------- |
| Джерело:                                      |                  |                  |                  |                  |                  |                  |                  |                  |                  |                  |                  |                  |                  |